# Szczebrzeszyn
Szczebrzeszyn [ʃt͡ʃɛ'bʒɛʃɨn] anhörenⓘ ist eine polnische Stadt im Powiat Zamojski der Woiwodschaft Lublin mit etwa 5300 Einwohnern und Sitz der gleichnamigen Stadt-und-Land-Gemeinde. Szczebrzeszyn liegt am Fluss Wieprz an der Straße von Kielce zur ukrainischen Grenze.

## Geschichte

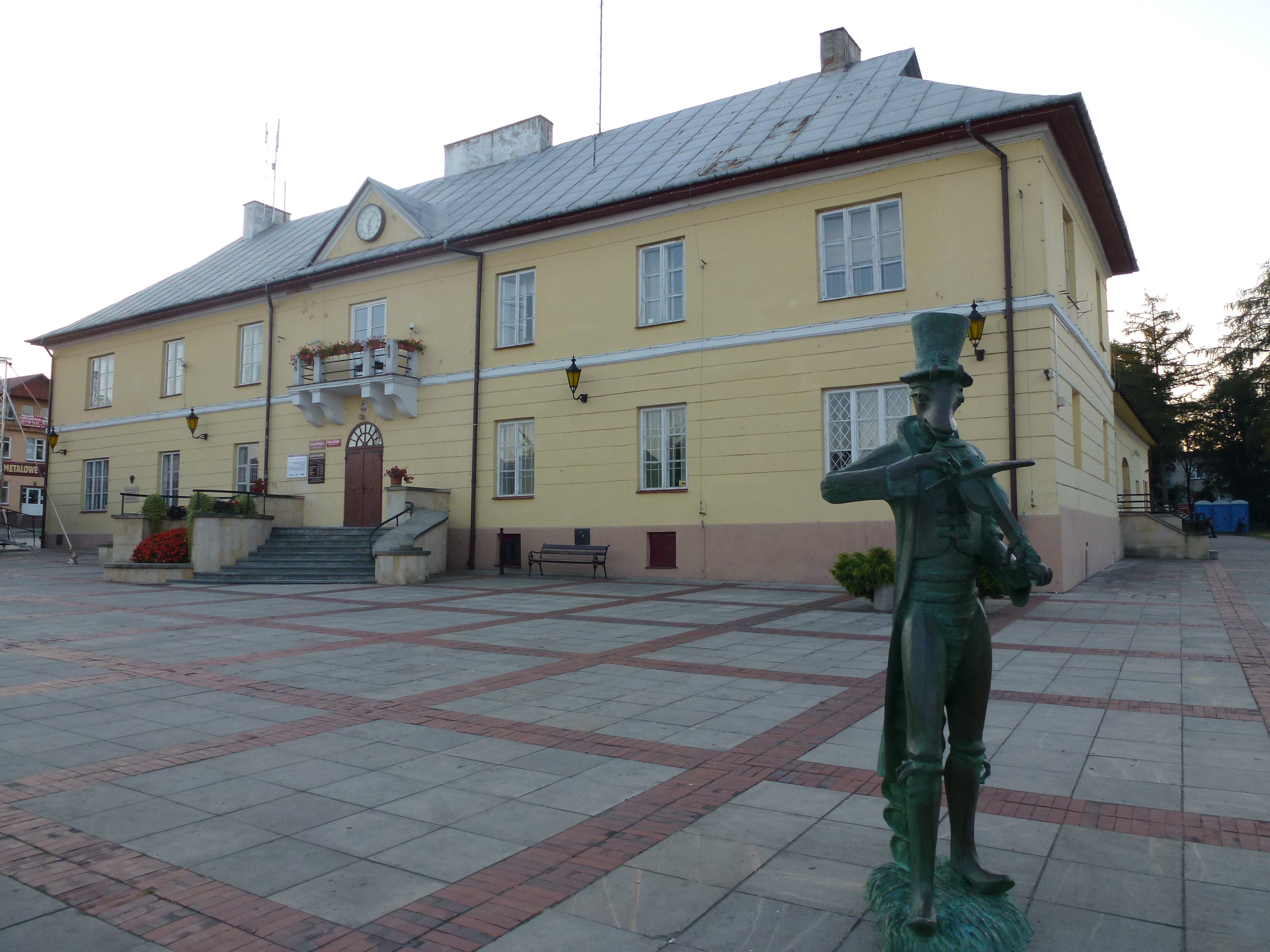
Rathaus mit der Käferskulptur, die einen bekannten polnischen Zungenbrecher illustriert

Im Ort befand sich eine mittelalterliche Burg, die die Handelsstraße von Kiew nach Krakau schützen sollte („Rotenbürgen“). Ursprünglich zum Fürstentum Halytsch-Wolodymyr gehörend fiel Szczebrzeszyn 1366 an Polen. Vierzehn Jahre zuvor war der Ortsname in einem Dokument König Kasimirs des Großen als „Stadt“ erstmals erwähnt worden. Seit der Mitte des 16. Jahrhunderts gehörte es vorübergehend der Adelsfamilie Górka, die es zu einem Zentrum des calvinistischen Glaubens machte. Ab etwa 1550 siedelte sich eine große jüdische Gemeinde an. Nach dem Übergang auf die Herrschaft der Zamoyskis 1593 wurde die wirtschaftliche Förderung verstärkt, es setzte jedoch auch eine Rekatholisierung ein. Im 17. Jahrhundert verwüsteten nacheinander Kosaken (1648), Schweden (1656) und Tataren (1672) die Stadt. Im 18. Jahrhundert setzte ein Prozess wirtschaftlicher Neuorientierung ein, der Szczebrzeszyn zu einem Zentrum des Weberhandwerks machte. Mit der Ersten Teilung Polens wurde es 1772 österreichisch. Die Behörden des Herzogtums Warschau, zu dem es für sechs Jahre gehörte, verlegten die alte Akademie aus Zamość 1809 hierher, sie bestand bis 1852. 1815 wurde Szczebrzeszyn Teil des russischen Kongresspolens, 1918 wieder polnisch. Nach dem deutschen Überfall auf Polen richteten die Besatzer ein Ghetto für die etwa 4000 jüdischen Bewohner der Stadt ein. 1942 wurde es aufgelöst, die Insassen nach Belzec und in das Ghetto Izbica deportiert und ermordet. Im Rahmen der Aktion Zamość wurde zudem ein Großteil der einheimischen polnischen Bevölkerung vertrieben und durch zwangsumgesiedelte Volksdeutsche ersetzt. In der Region waren Einheiten der polnischen Untergrundarmee tätig, die die Stadt auch am 25. Juli 1944 befreiten. Von 1975 bis 1998 gehörte sie zur Woiwodschaft Zamość.

## Gemeinde
Die Stadt-und-Land-Gemeinde Szczebrzeszyn besteht neben der Stadt selbst aus 13 Schulzenämtern.

## Sehenswürdigkeiten

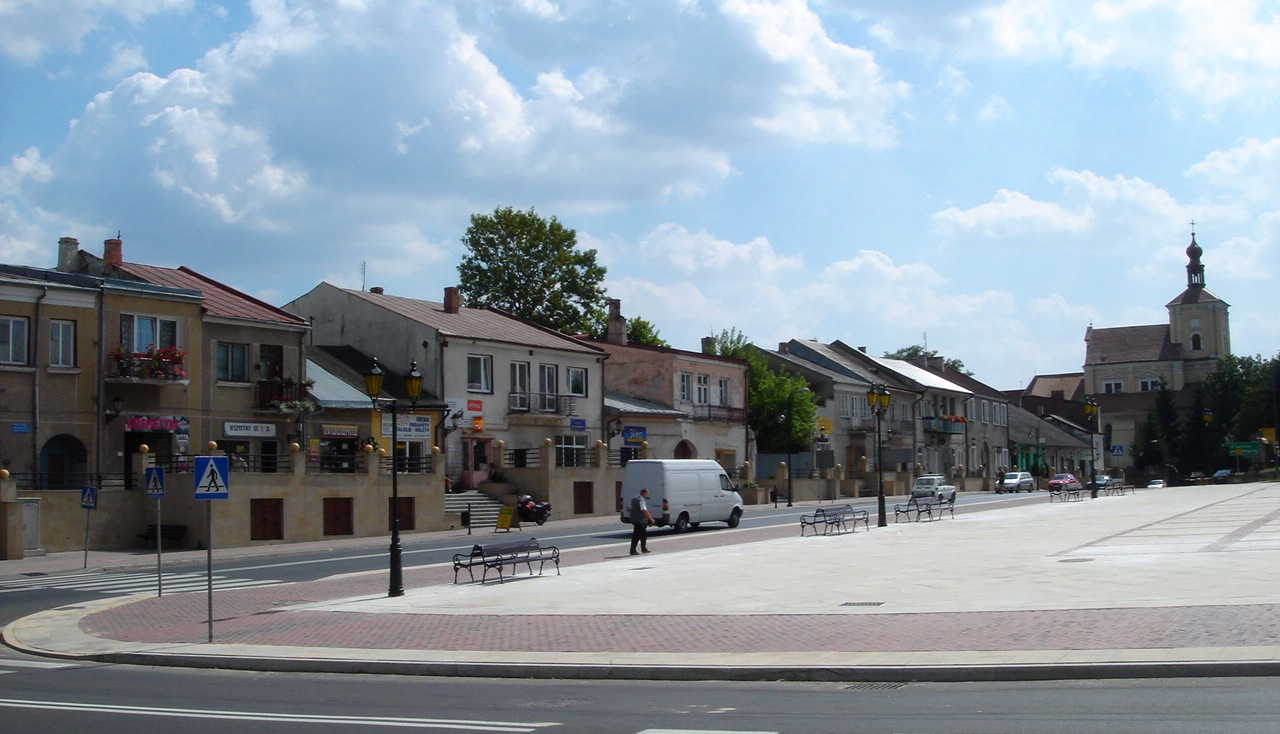
Kościuszko-Platz in Szczebrzeszyn

In der Stadt hat sich trotz der Zeitläufe eine Reihe historischer Gebäude erhalten. Dazu zählen die Pfarrkirche von 1620, die Franziskanerkirche von 1638 mit den umgebauten Klostergebäuden, eine Synagoge aus der zweiten Hälfte des 17. Jahrhunderts, das klassizistische ehemalige Akademiegebäude mit Professorenhäusern aus den Jahren 1819 und 1822 und nicht zuletzt die griechisch-katholische Kirche, deren älteste Teile aus dem 12. Jahrhundert stammen.

## Sonstiges
Für Polen und alle Polnischlernenden ist die Stadt wegen eines Zungenbrechers des Schriftstellers Jan Brzechwa bekannt. Die Formulierung „W Szczebrzeszynie chrząszcz brzmi w trzcinie“ [fʃtʃɛbʒɛˈʃɨɲɛ ˈxʃɔ̃ʃtʃ ˈbʒmʲi ˈftʃtɕiɲɛ] anhörenⓘ (etwa: „In Szczebrzeszyn tönt der Käfer im Schilfrohr“) soll die Probleme illustrieren, die Vielzahl von Zischlauten auszusprechen. Die Stadt hat Brzechwa zu Ehren ein Denkmal errichtet, das einen Geige spielenden Käfer in der Nähe einer kleinen Quelle zeigt.

## Persönlichkeiten
- Józef Brandt (1841–1915), Maler
- Zygmunt Klukowski (1885–1959), Krankenhausarzt und Historiker des Holocaust in Szczebrzeszyn
- Kazimierz Kelles-Krauze (1872–1905), sozialistischer Politiker
- Sławomir Karpowicz (1952–2001), Maler und Hochschullehrer